# Actinodaphne cupularis
Actinodaphne cupularis (Hemsl.) Gamble – gatunek rośliny z rodziny wawrzynowatych (Lauraceae Juss.). Występuje naturalnie w południowych Chinach – w prowincjach Kuejczou, Hubei, Syczuan i Junnan oraz w regionie autonomicznym Kuangsi. 

## Morfologia
PokrójZimozielone małe drzewo lub krzew dorastające do 10 m wysokości. Młode pędy są owłosione.
LiściePrawie okółkowe, zebrane po 5–6 przy końcu gałęzi. Mają kształt od podłużnego do podłużnie lancetowatego. Mierzą 6–13 cm długości oraz 1,5–3 cm szerokości. Są mniej lub bardziej owłosione od spodu. Blaszka liściowa jest o ostrym lub spiczastym wierzchołku. Ogonek liściowy jest owłosiony i dorasta do 3–8 mm długości.
KwiatySą niepozorne, rozdzielnopłciowe, zebrane w baldachy, rozwijają się w kątach pędów.
OwoceMają jajowaty kształt, osiągają 12–14 mm długości i 10 mm szerokości, są nagie, mają czerwonawą barwę, osadzone w dużych miseczkach.

## Biologia i ekologia
Jest rośliną dwupienną. Rośnie w gęstych lasach, na brzegach rzek oraz w zaroślach. Występuje na wysokości od 360 do 1300 m n.p.m. Kwitnie od października do listopada, natomiast owoce dojrzewają od sierpnia od września. 

## Zastosowanie
Nasiona zawierają olej stosowany w produkcji mydła i smarów. Liście i korzenie są wykorzystywane w medycynie tradycyjnej.